# Rhipidomys caucensis
Rhipidomys caucensis (J. A. Allen, 1913) è un roditore della famiglia dei Cricetidi endemico della Colombia.

## Descrizione

### Dimensioni
Roditore di piccole dimensioni, con la lunghezza totale tra 223 e 236 mm, la lunghezza della coda tra 130 e 133 mm e la lunghezza del piede di 22 mm.

### Aspetto
Le parti dorsali sono bruno-arancioni cosparse di peli nerastri, i fianchi sono giallo-brunastri chiari, mentre le parti ventrali sono bianche o color crema con la base dei peli grigia. La linea di demarcazione lungo i fianchi è netta. Le orecchie sono marroni scure e prive di peli. Le zampe sono bruno-giallastre, il dorso dei piedi è attraversato dorsalmente da una sottile linea nerastra. La coda è più lunga della testa e del corpo, è uniformemente marrone e con un ciuffo di peli all'estremità.

## Biologia

### Comportamento
È una specie arboricola.

### Alimentazione
Si nutre di semi.

## Distribuzione e habitat
Questa specie è diffusa nel versante occidentale e nella parte centrale della cordigliera andina colombiana.
Vive nelle foreste umide tra 1.800 e 3.500 metri di altitudine.

## Conservazione
La IUCN Red List, considerata l'assenza di informazioni recenti circa lo stato della popolazione e i requisiti ecologici, classifica R.caucensis come specie con dati insufficienti (DD).